# Medellín (singel)
Medellín – utwór muzyczny, wykonywany w duecie przez amerykańską piosenkarkę Madonnę i kolumbijskiego piosenkarza Malumę, pochodzący z czternastego albumu studyjnego Madonny, Madame X (2019). 17 kwietnia 2019 roku został wydany przez wytwórnię Interscope Records na pierwszym promującym go singlu.

## Powstanie i wydanie
Madonna i Maluma poznali się 20 sierpnia 2018 roku, za kulisami gali MTV Video Music Awards 2018 w Nowym Jorku. W lutym 2019 roku artyści zamieścili w serwisie Instagram wspólne zdjęcia ze studia nagraniowego. W marcu Maluma potwierdził w wywiadzie dla magazynu „Forbes” współpracę muzyczną z Madonną, nazywając ją „olbrzymim krokiem dla mojej kultury, dla kultury latynoamerykańskiej”.
15 kwietnia Madonna ogłosiła w mediach społecznościowych premierę singla, przewidzianą na dwa dni później, zamieszczając dodatkowo jego okładkę. Premiera utworu odbyła się 17 kwietnia o godzinie 17 czasu UTC±00:00 (czyli o 18 czasu polskiego) w stacji radiowej Beats 1 korporacji Apple Inc., podczas wywiadu z piosenkarką.

## Odbiór krytyczny
Jillian Mapes z serwisu Pitchfork napisała w recenzji: „Biorąc pod uwagę podążania [Madonny] za trendami z ostatnich lat, piosence bliżej do szczytu, aniżeli dna sterty. W warstwie dźwiękowej jest ona bardziej powściągliwa niż twórczość z fazy EDM, pozwalając na większe skupienie na detalach, które w większości wypadają dobrze (choć echo i auto-tune to lekka przesada)”. Owen Myers z dziennika „The Guardian” ocenił: „Rozbrajająca pierwsza piosenka z czternastego albumu piosenkarki ma parę wpadek tekstowych, ale przypomina o jej umiejętnościach łączenia stylów muzycznych (…). Jej najbardziej rozbrajającym elementem jest kojące poczucie spokoju”. Sal Cinquemani ze Slant Magazine napisał: „Cukierkowe harmonie Madonny, szczególnie podczas hooku piosenki, z bajeczną słodyczą współbrzmią z żigolakowym wokalem Malumy”. Joey Nolfi z „Entertainment Weekly” nazwał singel „przewiewnym, wakacyjnym hymnem”. Justin Myers z czasopisma „i” ocenił: „«Medellín» nie wywoła w disco rewolucji, stanowi jednak dowód na to, że Madonna nie utraciła jeszcze odważnego ducha (…). Wciąż ma coś do powiedzenia, a my, jak zwykle, jesteśmy zmuszeni do słuchania”. Charlotte Gunn z „NME” napisała: „Piosenka ma wszystko to, czego oczekujemy od powrotu Madonny: jest świeża, trzyma chyba jej najwyższy poziom od lat i wyznacza ton nowej erze”.
Caryn Ganz z „The New York Times” oceniła: „Uderzając w refren z rozpostartymi ramionami, piosenka szybuje, by potem upaść za sprawą żenującego tekstu. Co prawda jej błędy nie są szczególnie porażające, bardziej przypomina to jednak drobny krok do przodu, aniżeli zdecydowany progres”. Jem Aswad z magazynu „Variety” nazwał „Medellín” „słabym powrotem Madonny” i skrytykował nawiązanie w tekście do kartelu z Medellín. Chuck Arnold z „New York Post” ocenił: „Ciężko sobie wyobrazić, co miała w głowie królowa popu, gdy nagrywała ten jeden z najgorszych singli w swojej karierze, wypełnionej przecież mnóstwem świetnych”.

## Teledysk
Teledysk do „Medellín” został wyreżyserowany przez Dianę Kunst i Mau Morgó. Jego premiera odbyła się 24 kwietnia 2019 podczas specjalnego programu stacji MTV, emitowanego na żywo przez oddziały stacji na świecie. Transmisji towarzyszył wywiad z Madonną, przeprowadzony przez Trevora Nelsona w Londynie w obecności około 150 fanów.

## Występy na żywo
1 maja 2019 roku Madonna i Maluma po raz pierwszy wykonali „Medellín” na żywo podczas gali Billboard Music Awards 2019 w Las Vegas.

## Notowania i sprzedaż
| Terytorium                 | Notowanie                                                    | Najwyższa pozycja | Certyfikat | Sprzedane egzemplarze (co najmniej) | Stowarzyszenie fonograficzne |
| -------------------------- | ------------------------------------------------------------ | ----------------- | ---------- | ----------------------------------- | ---------------------------- |
| Argentyna                  | Argentina Hot 100                                            | 57                |            |                                     |                              |
| Belgia (Region Flamandzki) | Ultratip 50 Bubbling Under                                   | 8                 |            |                                     |                              |
| Belgia (Region Waloński)   | Ultratip 50 Bubbling Under                                   | 7                 |            |                                     |                              |
| Chiny                      | 公告牌电台外语音乐榜 (Airplay Chart/Foreign Language) Top 50 | 12                |            |                                     |                              |
| Chorwacja                  | Airplay Radio Chart                                          | 9                 |            |                                     |                              |
| Finlandia                  | Digital Songs Sales                                          | 5                 |            |                                     |                              |
| Francja                    | Top Singles Téléchargés                                      | 11                |            |                                     |                              |
| Grecja                     | Digital Songs Sales                                          | 3                 |            |                                     |                              |
| Hiszpania                  | Top 100 Canciones                                            | 67                |            |                                     |                              |
| Izrael                     | 10 הגדולים                                                   | 7                 |            |                                     |                              |
| Japonia                    | Hot Overseas                                                 | 17                |            |                                     |                              |
| Japonia                    | Japan Hot 100                                                | 73                |            |                                     |                              |
| Kanada                     | Digital Songs Sales                                          | 37                |            |                                     |                              |
| Kolumbia                   | Top 20 General: Tocadas                                      | 10                |            |                                     |                              |
| Meksyk                     | Mexico Espanol Airplay                                       | 19                |            |                                     |                              |
| Nowa Zelandia              | Hot 40 Singles                                               | 37                |            |                                     |                              |
| Panama                     | Top 20 General                                               | 17                |            |                                     |                              |
| Polska                     | AirPlay – Top                                                | 32                |            |                                     |                              |
| Polska                     | AirPlay – Nowości                                            | 3                 |            |                                     |                              |
| Polska                     | Lista przebojów Programu Trzeciego                           | 47                |            |                                     |                              |
| Portugalia                 | Digital Songs Sales                                          | 4                 |            |                                     |                              |
| Rumunia                    | Airplay 100                                                  | 81                |            |                                     |                              |
| Słowacja                   | Rádio Top 100                                                | 53                |            |                                     |                              |
| Stany Zjednoczone          | Pop Digital Songs Sales                                      | 21                |            |                                     |                              |
| Stany Zjednoczone          | Hot Latin Songs                                              | 18                |            |                                     |                              |
| Stany Zjednoczone          | Latin Digital Songs Sales                                    | 1                 |            |                                     |                              |
| Stany Zjednoczone          | Dance Club Songs                                             | 1                 |            |                                     |                              |
| Szkocja                    | Scottish Singles Chart                                       | 42                |            |                                     |                              |
| Szwajcaria                 | Swiss Hitparade                                              | 69                |            |                                     |                              |
| Wenezuela                  | Top 100 Venezuela                                            | 5                 |            |                                     |                              |
| Węgry                      | Single (track) Top 40 lista                                  | 9                 |            |                                     |                              |
| Wielka Brytania            | UK Singles Chart                                             | 87                |            |                                     |                              |
| Włochy                     | Top Singoli                                                  | 37                | Złoto      | 25 000                              | FIMI                         |

## Historia wydania
| Terytorium      | Data                  | Format                                | Wytwórnia  |        |
| --------------- | --------------------- | ------------------------------------- | ---------- | ------ |
| Świat           | 17 kwietnia 2019(dts) | digital download, streaming           | Interscope | [ 51 ] |
| Włochy          | 17 kwietnia 2019(dts) | contemporary hit radio                | Universal  | [ 52 ] |
| Wielka Brytania | 27 kwietnia 2019(dts) | contemporary hit radio                | Polydor    | [ 53 ] |
| Świat           | 9 maja 2019(dts)      | digital download, streaming (remiksy) | Interscope | [ 54 ] |